# Calopterusa platycerca
Calopterusa platycerca är en insektsart som beskrevs av Bei-bienko 1963. Calopterusa platycerca ingår i släktet Calopterusa och familjen vårtbitare. Inga underarter finns listade i Catalogue of Life.